# Чарлз Голланд (велогонщик)
Чарлз Голланд (англ. Charles Holland, 20 вересня 1908 — 15 грудня 1989) — британський велогонщик.
Бронзовий призер Олімпійських Ігор 1932 року в командній гонці переслідування.